# Albach József
Albach József (Pozsony, 1795. január 28. – Kismarton, 1853. november 12.) ferences rendi egyházi író.

## Élete
Szerzetesi néven Szaniszló. Atyja Albach Ádám, közrendű polgár volt; iskoláit szülőhelyén végezte. Első éves bölcselethallgatóként belépett a ferencesekhez, 1810. október 8-án a szentlászlói zárdában novícius lett; 1811-ben a második évi bölcseleti tudományokat hallgatott Székesfehérváron. A teológiai szakon első és második évét a boldogasszonyi zárdában, a harmadikat és negyediket Pozsonyban végezte el. Tanulmányai befejeztével orgonista lett 1816-ban Szombathelyen, 1817-ben Érsekújvárban. 1818. március 9-én Mocsonokon, Kluch József nyitrai püspök szentelte áldozópappá. Ugyanazon év augusztus havában megkezdte hitszónoki pályáját Érsekújvárban, folytatta 1820–1822-ben Nagyszombatban, 1823–1824-ben Kismartonban, 1825–1838-ig Pesten. Ezután állandó lakhelyéül a kismartoni zárdát jelölték ki, innentől nem hitszónokként, hanem mint misszionárius dolgozott 1839-ben Győrben, majd 1840-ben Esztergomban a nagyböjt alatt. Az 1840-es pozsonyi országgyűlésre József nádor meghívására ment egyházi szónokként. Később egészségileg legyengült, kismartoni magányában a tudományoknak élt; a természettudományok, főként a botanika volt kedvelt foglalkozása.

## Művei
- Ueber manschliche Unzufriedenheit. Gesprochen in der Ordenskirche der Dominicaner zu Oedenburg. Eisenstadt, 1825 (A. J. S. betűkkel)
- Was ist der Ablasz? Ist es der Mühe werth selben zu gewinnen? Beantwortet bei Gelegenheit des feierlichen Jubiläums 1826. zu Pest in der innern Stadtpfarrkirche. Pest, 1826
- Heilige Anklänge. Gebete für katholische Christen. Uo. 1828 (Több mint 20 dísz- és közönséges kiadást ért. Magyarúl G(egő) E(lek) fordításában előbb Szent Hangok, Kassa, 1834, majd Szent Hangzatok czím alatt a 14. eredeti kiadás után Sujánszky A. fordítássában látott világot Pesten 1849-ben és szintén számos kiadást ért, a hetedik 1876-ban jelent meg. Lefordíttatott tót és franczia nyelvre; ez utóbbi Harmonies religieuses czímmel Pesten 1864-ben jelent meg.)
- Erinnerungen an Gott, Tugend und Ewigkeit. in Predigten. Pest, 1831 (Bécs, 1833. Stunden der Andacht czímmel. 2. kiadás Pest, 1864) Magyar fordításban is megjelent, ezen czímmel: Emlékezetek az Istenről, virtusról, örökkévalóságról. A. D. G. által. Kolozsvár, 1835 (Ism. Figyelmező, 1836) és Toldy László által fordítva: Áhitat órái. Elmélkedések. Isten, erény és örökkévalóság felett. Pest, 1864
- Kurze Geographie von Ungarn. Zum Unterrichte für Kinder. Pest, 1834 (Magyarul Gegő Elek fordításában ezen cím alatt: Magyar Ország rövid földleirása gyermekek oktatására. Pest, 1834 Online)
- Kurze mathematische, physische und politische Geographie. Als Einleitung zur Erdbeschreibung überhaupt und besonders zur Geographie von Ungarn. Zum Unterrichte für Kinder. Uo. 1834 (Magyarul Schultz-Birányi Istvántól. Uo. 1844)
- Der Weise in der Zeit der Trübsal. Ein Wort der Stärkung und des Trostes... Pest, 1838 (Melyhez az akkori pesti árvíz és pusztításainak pontos leírása van csatolva.) 2. kiadás
- Himmelstöne auf dem Wege zur Glückseligkeit. Würzburg, 1855

Kéziratban maradt Spányik Glicér latin nyelven írt Magyarország történetének német fordítása. Ezenkívül botanikája és egyéb jegyzetei az Országos Széchényi Könyvtár kézirattárába kerültek.

## További információ
- Albach József. Az ország tükre 1865. 331-332. old. Online
- Huszár I. Jeromos: P. Albach J. Szaniszló O. F. M. (1795-1853); Városi Ny., Szeged, 1944 (Értekezések a M. Kir. Horthy Miklós Tudományegyetem Magyar Történelmi Intézetéből)